# Stabiliseringsplan (flygteknik)

Stabiliseringsplan hos ett konventionellt stjärtstyrverk. Det ljusblå stabiliseringsplanet är planets stabilisator, medan rött stabiliseringsplan är planets fena.

Stabiliseringsplan (engelska: stabilizer) avser inom flygteknik de aerodynamiska ytplan som tjänar till att stabilisera flygfarkoster och liknande under flygning genom motgående luftmotstånd.
Sådana plan utgörs vanligen av två typer: vertikala stabiliseringsplan kallade fenor och horisontella stabiliseringsplan kallade stabilisator.